# Zircon (motorfiets)
Zircon is een historisch Belgisch merk van fietsen, brom- en motorfietsen.
Moto- en Rijwielfabriek Zircon, R. Decorte, was gevestigd in Aalst en produceerde van 1951 tot 1953 brom- en motorfietsen met inbouwmotoren van ILO, Le Poulain en Imme.
Onder de merknamen "Zircon", "Freddy" en "RDC" werden ook fietsen geproduceerd.